# ピンツガウ地方線
ピンツガウ地方線（ドイツ語: Pinzgauer Lokalbahn）は、ザルツブルク地方鉄道の鉄道線の名称である。路線番号は230。

## 運行形態
快速と普通について説明する。

### 快速「レギオナルエクスプレス(REX)」
平日のみ、一日1往復の運行。クリムル方面は、200号線のザルツブルク発快速から接続を受ける。
2015年以前は、ツェル発クリムル行片道1本のみの運行であった。

### 普通
- ツェル - クリムル
一時間に1本の運行。この他、ツェル～ニーダーンシル間の区間便も平日のみ一時間に1本運行していて、この区間は合わせて1時間に2本の運行となる。また、夏季のみ週1便、ツェル - ミッタージル間に蒸気機関車が運行していて、各駅に停車する。
過去の運行形態
2018年以前は、ニーダーンシル以東の区間運転が季節運行であった。夏季の蒸気機関車の運行も週3便で、ツェル - クリムル間の運行であった。
2018年末に、ニーダーンシル以東の区間運転が定期運行となった。夏季の蒸気機関車の運行は週2便となり、各駅停車となった（ただしクリムル方面行はラーンジードルングを通過）。
2020年末に、夏季の蒸気機関車の運行が週1便となり、再びクリムル方面行がラーンジードルング停車となった。
2024年度より、夏季の蒸気機関車の運行区間がミッタージルまで短縮された[2]。

## 駅一覧
以下では、230号線の駅と営業キロ、停車列車、接続路線などを一覧表で示す。
- 種別
  - REX：快速
  - R：普通
- 停車駅
  - ■印：全列車停車
  - ●印：一部通過
  - ∨▲印：ツェル行は停車、クリムル行は通過
  - ○印：一部停車
  - ｜印：全列車通過

| 路線名 | 駅名                                                     | 駅間営業キロ | 累計営業キロ | REX | R  | 接続路線 | 所在地         | 所在地               |
| ------ | -------------------------------------------------------- | ------------ | ------------ | --- | -- | -------- | -------------- | -------------------- |
| 230    | ツェル・アム・ゼー駅                                     | -            | 0.0          | ■   | ■  | 200号線  | ザルツブルク州 | ツェル・アム・ゼー郡 |
| 230    | シュットドルフ・ティシュラーオイスル駅                   | 1.5          | 1.5          | ■   | ■  |          | ザルツブルク州 | ツェル・アム・ゼー郡 |
| 230    | シュットドルフ・キッツシュタインホーン通り駅             | 0.7          | 2.2          | ■   | ■  |          | ザルツブルク州 | ツェル・アム・ゼー郡 |
| 230    | シュットドルフ・アーライト線駅                           | 0.5          | 2.7          | ∨▲  | ■  |          | ザルツブルク州 | ツェル・アム・ゼー郡 |
| 230    | ブルックベルク駅                                         | 0.3          | 3.0          | ■   | ■  |          | ザルツブルク州 | ツェル・アム・ゼー郡 |
| 230    | ツェラースモース駅                                       | 0.6          | 3.6          | ∨▲  | ■  |          | ザルツブルク州 | ツェル・アム・ゼー郡 |
| 230    | ブルックベルク・ゴルフ広場駅                             | 0.2          | 3.8          | ∨▲  | ■  |          | ザルツブルク州 | ツェル・アム・ゼー郡 |
| 230    | フュルト・カプルン駅                                     | 2.9          | 6.7          | ■   | ■  |          | ザルツブルク州 | ツェル・アム・ゼー郡 |
| 230    | ピーゼンドルフ駅                                         | 1.8          | 8.5          | ■   | ■  |          | ザルツブルク州 | ツェル・アム・ゼー郡 |
| 230    | ピーゼンドルフ温泉駅                                     | 1.0          | 9.5          | ∨▲  | ■  |          | ザルツブルク州 | ツェル・アム・ゼー郡 |
| 230    | ヴァルヘン・イム・ピンツガウ駅                           | 1.7          | 11.2         | ｜  | ■  |          | ザルツブルク州 | ツェル・アム・ゼー郡 |
| 230    | イェスドルフ・ベルクフリート駅                           | 2.7          | 13.9         | ｜  | ■  |          | ザルツブルク州 | ツェル・アム・ゼー郡 |
| 230    | ニーダーンシル駅                                         | 1.4          | 15.3         | ■   | ■  |          | ザルツブルク州 | ツェル・アム・ゼー郡 |
| 230    | レングドルフ駅                                           | 1.5          | 16.8         | ｜  | ■  |          | ザルツブルク州 | ツェル・アム・ゼー郡 |
| 230    | ウグル・シュヴァルツェンバッハ駅(休止中 *1)              |              | (19.4)       | ｜  | ｜ |          | ザルツブルク州 | ツェル・アム・ゼー郡 |
| 230    | ウッテンドルフ・シュトゥーバッハタル駅                   | 4.3          | 21.1         | ■   | ■  |          | ザルツブルク州 | ツェル・アム・ゼー郡 |
| 230    | ウッテンドルフ・イム・ピンツガウ・マンリッツブリュッケ駅 | 0.9          | 22.0         | ｜  | ■  |          | ザルツブルク州 | ツェル・アム・ゼー郡 |
| 230    | ピアテンドルフ駅                                         | 1.6          | 23.6         | ｜  | ■  |          | ザルツブルク州 | ツェル・アム・ゼー郡 |
| 230    | シュトゥールフェルデン・ジードルング駅                   | 0.4          | 24.0         | ｜  | ■  |          | ザルツブルク州 | ツェル・アム・ゼー郡 |
| 230    | シュトゥールフェルデン駅                                 | 1.1          | 25.1         | ■   | ■  |          | ザルツブルク州 | ツェル・アム・ゼー郡 |
| 230    | ハイルバト・ブルクヴィース駅                             | 1.3          | 26.4         | ｜  | ■  |          | ザルツブルク州 | ツェル・アム・ゼー郡 |
| 230    | ブアク駅                                                 | 1.0          | 27.4         | ｜  | ■  |          | ザルツブルク州 | ツェル・アム・ゼー郡 |
| 230    | ミッタージル・エシガー駅                                 | 0.5          | 27.9         | ｜  | ■  |          | ザルツブルク州 | ツェル・アム・ゼー郡 |
| 230    | ミッタージル駅                                           | 0.7          | 28.6         | ■   | ■  |          | ザルツブルク州 | ツェル・アム・ゼー郡 |
| 230    | レッテンバッハ駅                                         | 2.5          | 31.1         | ｜  | ■  |          | ザルツブルク州 | ツェル・アム・ゼー郡 |
| 230    | ホラースバッハ駅                                         | 2.3          | 33.4         | ■   | ■  |          | ザルツブルク州 | ツェル・アム・ゼー郡 |
| 230    | ホラースバッハ・パノラマ線駅                             | 0.9          | 34.3         | ｜  | ■  |          | ザルツブルク州 | ツェル・アム・ゼー郡 |
| 230    | ドルフ・パストゥアン駅                                   | 1.6          | 35.9         | ｜  | ■  |          | ザルツブルク州 | ツェル・アム・ゼー郡 |
| 230    | ミュールバッハ・イム・ピンツガウ駅                       | 1.2          | 37.1         | ｜  | ■  |          | ザルツブルク州 | ツェル・アム・ゼー郡 |
| 230    | ヴェンス駅                                               | 1.5          | 38.6         | ｜  | ■  |          | ザルツブルク州 | ツェル・アム・ゼー郡 |
| 230    | ブランベルク駅                                           | 0.8          | 39.4         | ■   | ■  |          | ザルツブルク州 | ツェル・アム・ゼー郡 |
| 230    | シュタイナハ駅                                           | 0.6          | 40.0         | ｜  | ■  |          | ザルツブルク州 | ツェル・アム・ゼー郡 |
| 230    | ハーバハタル・ヴァイヤーホフ駅                           | 2.2          | 42.2         | ｜  | ■  |          | ザルツブルク州 | ツェル・アム・ゼー郡 |
| 230    | フォアシュタドル駅                                       | 1.5          | 43.7         | ｜  | ■  |          | ザルツブルク州 | ツェル・アム・ゼー郡 |
| 230    | ノインキルヒェン・アム・グロスフェネディガー駅           | 1.2          | 44.9         | ■   | ■  |          | ザルツブルク州 | ツェル・アム・ゼー郡 |
| 230    | ズルツバハテラー駅                                       | 2.2          | 47.1         | ｜  | ■  |          | ザルツブルク州 | ツェル・アム・ゼー郡 |
| 230    | ローゼンタル駅                                           | 1.3          | 48.4         | ｜  | ■  |          | ザルツブルク州 | ツェル・アム・ゼー郡 |
| 230    | ヴァルト・イム・ピンツガウ駅                             | 1.3          | 49.7         | ■   | ■  |          | ザルツブルク州 | ツェル・アム・ゼー郡 |
| 230    | ラーンシードルンク駅                                     | 1.8          | 51.5         | ｜  | ■  |          | ザルツブルク州 | ツェル・アム・ゼー郡 |
| 230    | クリムル駅                                               | 1.2          | 52.7         | ■   | ■  |          | ザルツブルク州 | ツェル・アム・ゼー郡 |

(*1): かつて普通列車が停車していたが、2022年12月改正の時刻表には駅の記載が無い。

## 主な出来事
2021年8月、ザルツブルグ州一帯が集中豪雨に見舞われ、各地で土砂災害や水害が頻発。バルト・イム・ピンツガウ駅に停車していた車両も被害に遭い土砂に埋没した。